# Buin
Buin ist eine Stadt in der Mitte des südamerikanischen Anden-Staates Chile. Sie liegt in der Region Metropolitana und hat 96.614 Einwohner (Stand: 2017).

## Geografie und Klima
Buin liegt etwa 40 km südlich von Santiago de Chile an der Panamericana. Sie gehört zur Provinz Maipo. Nördlich der Stadt fließt der Río Maipo.

## Geschichte
Die Gegend um Buin war bereits sehr früh bevölkert. Nördlich der Stadt liegt die Inka-Festung Pucará de Chena aus dem 15. Jahrhundert. Die ersten Spanier kamen bereits um 1541 mit Pedro de Valdivia in die Gegend um Santiago de Chile.
In der Nähe der Stadt liegt die Ebene, in der am 5. April 1818 die Schlacht von Maipú stattfand, wo die Chilenen unter Bernardo O’Higgins die Spanier besiegten. Dies begründete die Unabhängigkeit Chiles.

## Wirtschaft
Buin ist eine moderne Industriestadt und ein Dienstleistungszentrum. Das Umland ist geprägt von Landwirtschaft, hauptsächlich Wein- und Obstanbau.

## Tourismus
Die wichtigsten Sehenswürdigkeiten sind der Río Maipo und die alten Inkafestungen sowie die Weinanbaugebiete. In den Anden östlich der Stadt gibt es Skigebiete.

## Persönlichkeiten
- Luis Contreras (1903–1975), Fußballspieler
- Humberto Moreno (1903–1983), Fußballspieler
- Francisco de Borja Valenzuela Ríos (1917–1998), römisch-katholischer Geistlicher, Bischof von Valparaíso
- Héctor Pinto (* 1951), Fußballspieler und -trainer
- Glenda Gonzalez Bassi (* 1968), Schweizer Politikerin
- Mauricio Isla (* 1988), Fußballspieler
- Jacob Decar (* 2001), Radsportler